# Javier Serrano
Pour les articles homonymes, voir Serrano.
Serrano  Rodríguez est un nom espagnol. Le premier nom de famille, en général paternel, est Serrano ; le second, en général maternel, souvent omis, est Rodríguez.
Javier Serrano Rodríguez, né le 17 avril 2001, est un coureur cycliste espagnol. Il évolue au sein de l'équipe Eolo-Kometa.

## Biographie

### Carrière amateur
Javier Serrano a un frère aîné, Gonzalo, qui est cycliste professionnel,. Tout comme ce dernier, il commence le cyclisme à l'UC San Sebastián de los Reyes dans la Communauté de Madrid.
En 2017, il remporte le classement final de la Coupe d'Espagne sur piste chez les cadets (moins de 19 ans),. L'année suivante, il rejoint l'équipe de la Fondation Contador.
Lors de la saison 2019, il se distingue en étant l'un des meilleurs cyclistes espagnols dans sa catégorie. Vainqueur à plusieurs reprises sur route, il brille également sur piste en obtenant une médaille de bronze aux championnats d'Europe juniors de Gand, dans l'omnium. Au mois de septembre, il devient champion d'Espagne de la course aux points chez les espoirs (moins de 23 ans), alors qu'il n'a pas encore 19 ans.
En 2020, il intègre la réserve de l'équipe Caja Rural-Seguros RGA. Dans une saison perturbée par la pandémie de Covid-19, il prend la deuxième place du Tour des Landes. Sur piste, il représente son pays lors des championnats d'Europe espoirs et des championnats d'Europe élites. Il rejoint ensuite le club italien Biesse Arvedi en 2021. Mais en cours de saison, il fait son retour en Espagne en intégrant la réserve de l'équipe professionnelle Eolo-Kometa.
En 2022, il se montre à son avantage chez les amateurs en obtenant deux victoires et diverses places d'honneur. Il termine notamment troisième du Tour de Zamora, tout en ayant remporté le prologue, la première étape ainsi que les classements par points et du meilleur jeune. La même année, il se classe deuxième du Tour d'Estrémadure, troisième de la Clásica de Pascua et du Tour de Castellón ou encore huitième du championnat d'Espagne espoirs. Il finit également onzième de Gand-Wevelgem espoirs, manche de la Coupe des Nations U23, qu'il dispute avec la sélection nationale espagnole.

### Carrière professionnelle
Il passe finalement professionnel en 2023 au sein de la formation Eolo-Kometa. Le 15 mars, il obtient son premier résultat notable en prenant la quatorzième place de Milan-Turin. Il se distingue ensuite au mois de juillet en terminant troisième d'une étape du Tour d'Autriche. 

## Palmarès sur route

### Par année
- 2019
  - Trophée Víctor Cabedo
  - Cursa Ciclista del Llobregat
  - 3e du Circuito Guadiana juniors
  - 3e de la Coupe d'Espagne juniors
- 2020
  - 2e du Tour des Landes
- 2022
  - 1re étape du Tour d'Estrémadure (contre-la-montre par équipes)
  - Prologue et 1re étape du Tour de Zamora
  - 2e du Tour d'Estrémadure
  - 3e de la Clásica de Pascua
  - 3e du Tour de Castellón
  - 3e du Tour de Zamora

### Classements mondiaux
| Année           | 2022   |
| --------------- | ------ |
| UCI Europe Tour | 1 535e |

## Palmarès sur piste

### Championnats d'Europe
| Édition / Épreuve   | Course aux points |
| Gand 2019 (juniors) | Bronze            |

### Championnats nationaux
- 2017
  -  Champion d'Espagne de scratch cadets
  - 2e du championnat d'Espagne de keirin cadets
  - 3e du championnat d'Espagne du 500 mètres cadets
- 2018
  - 2e du championnat d'Espagne de l'américaine juniors
  - 3e du championnat d'Espagne de vitesse par équipes juniors
  - 3e du championnat d'Espagne de poursuite par équipes juniors
- 2019
  -  Champion d'Espagne de course aux points espoirs
  - 2e du championnat d'Espagne de scratch juniors
  - 2e du championnat d'Espagne de course aux points juniors
  - 3e du championnat d'Espagne du kilomètre juniors
  - 3e du championnat d'Espagne de poursuite juniors